# Црква Светог великомученика Георгија у Златици
Црква Светог великомученика Георгија је православна црква у месту Златица, жупанија Караш-Северин, Румунија. Припада Епархији темишварској Српске православне цркве. 

## Историја
Златица је дуго била манастирски прњавор, административно је осамостаљена у 18. веку, приликом уређења Дунавске војне границе, када је добила свог пароха, али још није имала цркву. У том периоду су мештани посећивали богослужења у оближњим манастирима, Златици и Кусићу. Место за изградњу цркве је одређено почетком 19. века, а темељи су ударени 1869. године. Изградња храма је завршена 1874. године. 
Здање је у облику лађе, једноставно засвођено, са лучном олтарском апсидом и торњем. Олтарска преграда је зидана. У торњу су смештена два звона, од којих је мање пренето из манастира Кусић. Црквене књиге су већином из 18. и 19. века. Поред храмовне славе, мештани обележавају више заветина, као што су празник Светог цара Константина и царице Јелене (марвенска слава) и Крстовдан (дечја заветина) коју обележавају од када је у селу некада био помор деце.

## Иконостас
Стари иконостас није познат, садашњи су радили резбар Јосиф Босиок из Брлишта и сликар Франц Вајнхепл из Белобрешке средином 20. века. Вајнхепл је урадио и слике над солејом. Потом их је од 1986. до 1987. пресликао, а по зидовима и сводовима нове насликао, Никола Шух из Биледа. Приликом поправки цркве 2001. године, иконостас је осликавао Раденко Јакшић.
Од иконостаса су приказане на царским дверима Благовести, на бочним архиђакон Стефан, односно архангел Михаил, престоне иконе Свети Георгије, Богородица, Спаситељ и Претеча, централна икона Тајна вечера, бочно од ње јеванђелисти  и у луку склоп Распећа. Изнад регистра икона и царских двери налазе се иконе које представљају српске светитеље, као што су Свети Сава, Свети Симеон, Света Ангелина, Свети кнез Лазар и Свети Јосиф темишварски.